# Albert Frederick Marzian
Albert Fredrick Marzian, född 9 september 1875, död 29 juni 1947, var en amerikansk kompositör. Han är känd under pseudonymen Mark Janza.
Marzian var känd framför allt som musikförläggare och ragtimepianist och -kompositör. Enligt register från de militära myndigheterna i USA under Första världskriget och hans dödsattest var han född i Ryssland av tyska föräldrar. Familjen immigrerade till USA i mitten av 1889.

## Musik
- Lion Tamer Rag
- Evening Chimes